# Mukoe Baroh
Mukoe Baroh is een bestuurslaag in het regentschap Pidie Jaya van de provincie Atjeh, Indonesië. Mukoe Baroh telt 507 inwoners (volkstelling 2010).